# Bufo fluviaticus
Bufo fluviaticus és una espècie d'amfibi que viu a la República Dominicana.
Està amenaçada d'extinció per la pèrdua del seu hàbitat natural.